# Gypona mitana
Gypona mitana är en insektsart som beskrevs av Delong 1942. Gypona mitana ingår i släktet Gypona och familjen dvärgstritar. Inga underarter finns listade i Catalogue of Life.